# Кинг Сити
Кингс Сити (на английски: King City) е град в окръг Монтерей, щата Калифорния, САЩ. Кингс Сити е с население от 14 055 жители (по приблизителна оценка от 2017 г.) и обща площ от 9,6 km². Намира се на 102 m надморска височина. ЗИП кодовете му са 93930, а телефонният му код е 831.